# Netrocoryne repanda
Netrocoryne repanda är en fjärilsart som beskrevs av Felder 1867. Netrocoryne repanda ingår i släktet Netrocoryne och familjen tjockhuvuden. Inga underarter finns listade i Catalogue of Life.

## Bildgalleri

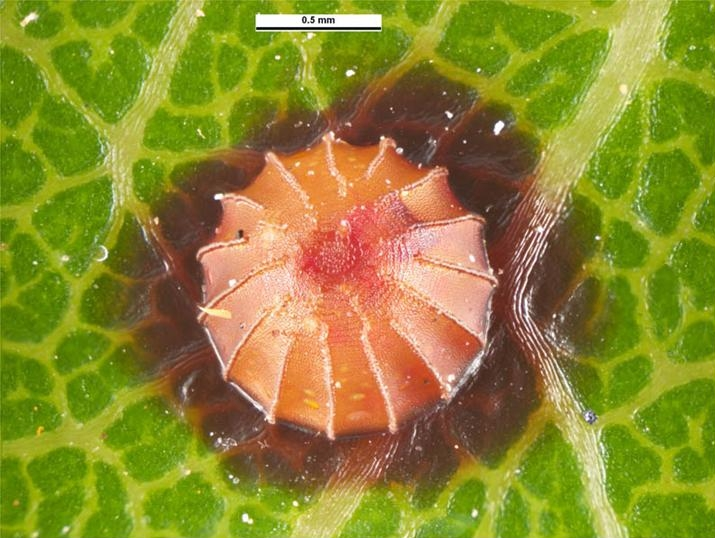
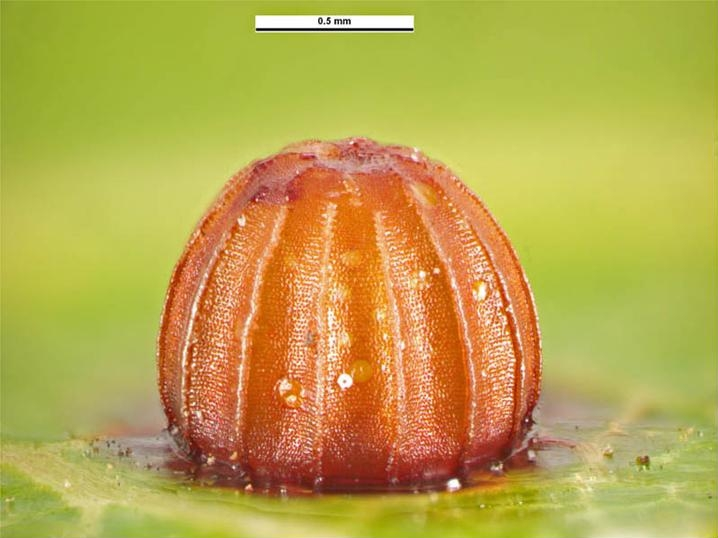
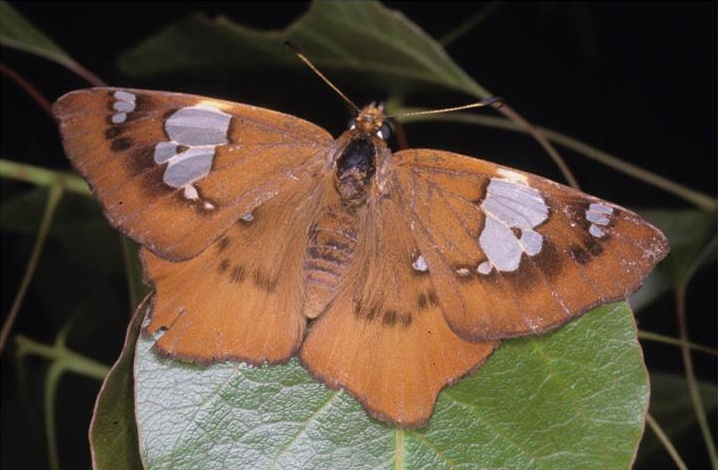
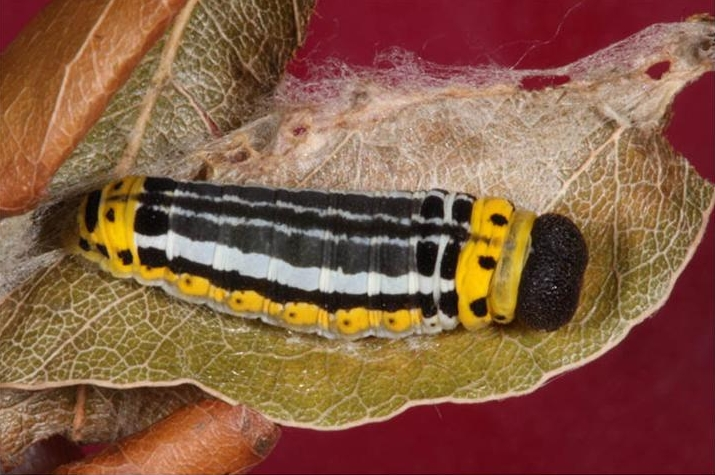
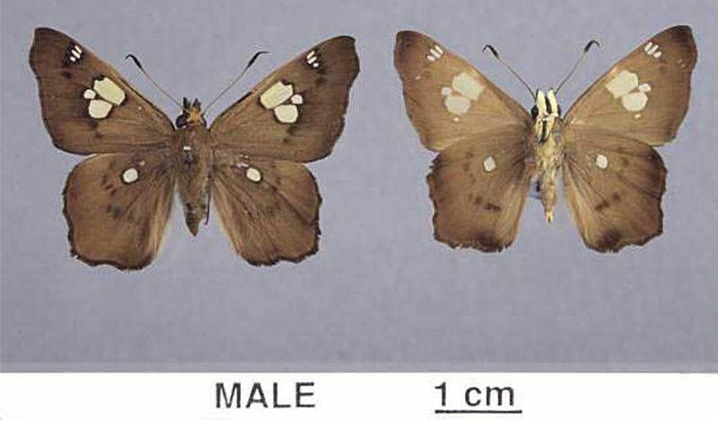
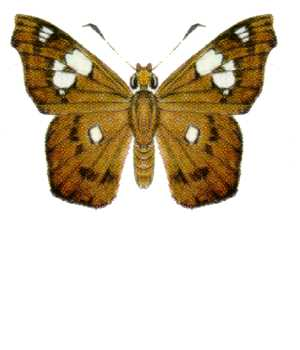